# Andrew Jackson
Andrew Jackson (Waxhaws, Brit-Amerika, 1767. március 15. – Nashville, 1845. június 8.) az Amerikai Egyesült Államok 7. elnöke.
Az amerikai demokrácia egyik döntő periódusa volt Andrew Jackson elnöki időszaka (1829. március 4. – 1837. március 3.).

## Elnöki működését megelőző karrierje
Jackson középpolgári ír-skót család gyermeke volt, édesapja Andrew Jackson (?1767), édesanyja Elizabeth Hutchinson (?1781). Tizenhárom évesen részt vett a függetlenségi háborúban, és angol fogságba került. Mivel nem tisztította ki egy angol tiszt csizmáját, az karddal megvágta az arcát. Tizennégy évesen már árva volt, rokonai nevelték fel. Ügyvéd mellett dolgozott és tanult, majd 1788-ban Tennessee-ben telepedett le. Itt vette feleségül Rachel Donelsont. Később kiderült, hogy a Rachel korábbi házasságának felbontását kimondó bírósági határozat még nem volt jogerős, ezért újra meg kellett házasodniuk. Ez később is támadások alapja volt Jacksonnal szemben, felesége becsületének védelmében több párbajban vett részt. Egy párbajból származó golyó a szíve mellett élete végéig testében maradt.
Tennesse állam 1796-os alkotmányának születésében, az előkészítő munkában Jackson is részt vett. 1796–97-ben képviselő, majd 1797–98 között szenátor volt (csakúgy, mint 1823–25 között). 1798–1804 között a Tennessee-i Legfelsőbb Bíróság egyik bírája volt.
Jackson az 1812–15-ös angol háború hőse volt. Egy alkalommal azt az utasítást kapta, hogy az élelmiszerhiány miatt oszlassa fel seregét. Bár maga is betegséggel küzdött, visszavezette a sereget Tennesseebe. Ekkor kapta ragadványnevét: Öreg Hickory ("Old Hickory"), amely a legkeményebb fára utal.
A krík polgárháborúban sebesülten is, puskával küldte vissza hazainduló katonáit a táborba. Győzelmet aratott az indiánok felett a Tallapoosa folyó mellett a Horseshoe Bendnél (Patkó-kanyarnál) 1814. március 27-én.
1815. január 8-án New Orleans-t megvédte az angol Pakenham tábornok seregétől, bár ekkor már megszületett a békeszerződés az angol és az amerikai fél között.
Az első szeminol háború (1817–18) során legyőzte az indiánokat, és elfoglalta Floridát a spanyoloktól.
Az 1824-es elnökválasztáson vereséget szenvedett. Ezen a választáson négy elnökjelölt csatázott, és egyik sem kapta meg a szükséges egyszerű többséget az elektoroktól, ezért az alkotmány szerint a képviselőház döntött az elnök személyéről, mégpedig – a 12. alkotmánymódosításnak megfelelően – a legtöbb szavazatot elért három jelölt közül választhatott. A két esélyes Jackson és John Quincy Adams volt. A negyedik helyen álló jelölt, Henry Clay összefogott Adamssel, és így a Képviselőház Adamset választotta elnöknek, Clay pedig külügyminiszter lett. Jackson és tábora felháborodott, és korrupt alkut emlegetett. Ekkor kötött szövetséget a New York-i Martin Van Burennel és a délről származó John C. Calhoun-nal. Így jött létre a Republikánus Párt demokrata szárnya. Később ez kiszakadt a Republikánus Pártból, létrehozva a Demokrata Pártot. Jackson tehát a demokrata-republikánus párt híve, a federalisták ellenfele volt.

## Az 1829 és 1833 közötti periódus
Az 1828-as elnökválasztást olyan féktelen politikai sárdobálás közepette nyeri meg, hogy Rachel egy idegösszeomlás után szívrohamban meghal.
Politikai szövetségese Calhoun segítségével újjáéleszti a Republikánus Pártot, amely ekkor a haladó, demokratizáló erők, a liberálisok pártja. A választások megnyerésével az amerikai demokrácia új szakaszába lép. Ezt a szakaszt nevezzük jacksoni demokráciának, szemben a korábbi időszakkal, amelynek fő ideológusa Thomas Jefferson. A jeffersoni demokráciában a politikai hatalom az arisztokrácia kezében, a nemesség kezében van.
Nagy népszerűsége folytán bevezethette a zsákmányrendszert, vagyis azt, hogy győztesként a szövetségi hivatalok élére saját híveit állította. A Kongresszussal szemben igyekezett hatalmát növelni: több vétója volt, mint elődeinek összesen.
Ellenfelei szerint hivatalos kabinetje helyett barátaiból álló "konyhakabinet" tanácsaira hallgatott.
Alelnökével, Calhounnal akkor romlott meg a viszonya, amikor Calhoun a magas vámok miatt elégedetlen dél-karolinaiak pártjára állt. Calhoun névtelen röpiratában azt fejtette ki, hogy az alkotmányellenes szövetségi törvényt az államok nem kötelesek alkalmazni. Ezzel egy időben Calhoun felesége több washingtoni hölgy élén kiközösítette Eaton hadügyminiszter feleségét, mert az már házassága előtt intim viszonyban volt férjével ("alsószoknya-háború", "Eaton-malária").
Az első olyan elnök volt, aki jelentős lépést tett az indiánok jogainak visszavetésében, miután 1830. május 28-án törvénybe iktatta az indiánkitelepítési határozatot, amely az un. "Öt Civilizált Törzs" földjeit vette el az azokon élő öt indián törzstől a Mississippi keleti partján. A törvényt jelentős viták kísérték, miután többen kegyetlennek és erkölcstelennek tartották azt. Végül a szenátus 29 igen és 17 nem szavazattal (a Képviselőház pedig még kisebb különbséggel) fogadta el a határozatot, amelynek értelmében 1830 és 1840 között az amerikai hadsereg mintegy 60 ezer indiánt telepített át a Mississippi nyugati oldalára. A mai Oklahoma állam területén kijelölt Indián Területre vezető „Könnyek útján” több ezer indián vesztette életét a kemény időjárás, betegségek és az éhezés miatt.

## Az 1833–37 közötti periódus
Az 1832-es választáson Jackson nem Calhount, hanem Van Burent jelöltette alelnöknek. Kifejtette, hogy az Unió törvényeit egy állam nem érvénytelenítheti. Végül Henry Clay közreműködésével kompromisszumot kötött az elszakadással fenyegetőző Dél-Karolinával, és az Unió hosszú távon vámcsökkentést ígért.
Texas államot meg kívánta venni Mexikótól, hiszen itt egyre több amerikai telepedett le. Mexikó nem hajlott erre, és Jackson nem akart háborút. 1836-ban Texas kivívja a függetlenséget, de az USA nem annektálta.
1836-ban Arkansas állam csatlakozik az Unióhoz, 1837-ben pedig Michigan.
1835 januárjában majdnem ő lett az első elnök, aki merénylet áldozata lett volna, miután egy téveszmés egykori szobafestő, Richard Lawrence megpróbált a Capitoliumnál rálőni. Lawrence képzetei szerint Jackson akadályozta meg, hogy bizonyos pénzekhez jusson, ezért két pisztollyal felfegyverkezve támadt Jacksonra, csakhogy mindkét pisztoly csütörtököt mondott. Jackson a tétova merényletkísérlet láttán a sétapálcájával náspángolta el Lawrence-t, akit, miután kimenekítették Jackson ütlegei alól, a bíróság ítélete alapján elmegyógyintézetbe zártak. (Ott is halt meg 16 évvel túlélve Jacksont.)

## Monetáris politika

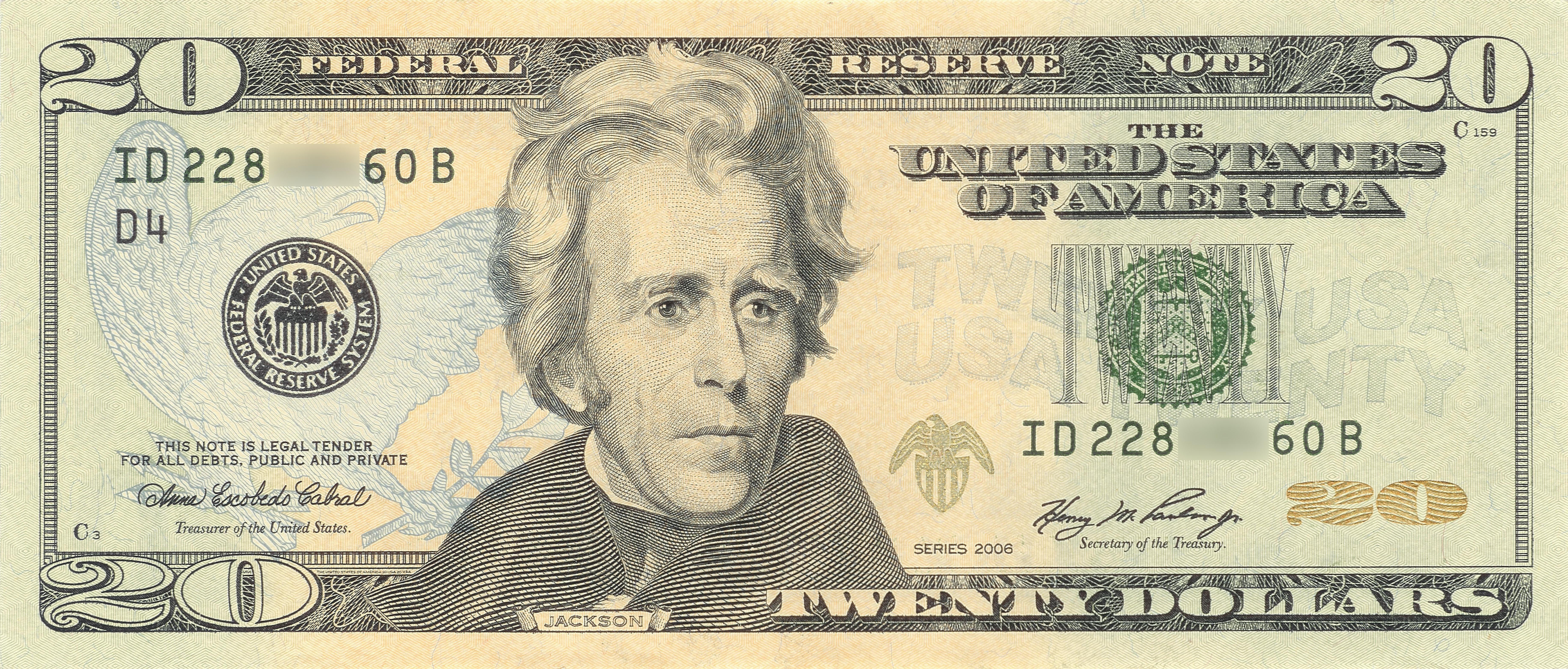
Arcképe a mai húszdollároson

Ő maga legnagyobb politikai tettének a Második Bank of America (The Second Bank of America) elleni nehéz, hosszú, de végül sikeres küzdelmét tekintette (az igyekezett kicsikarni a kormány újabb 20 évre szóló engedélyét (fiat currency) a nemzeti valuta kibocsátására, ami után kamatjövedelmet zsebelt volna be, kiuzsorázva magát az államot). Alapvetően hozzájárult a licenc megújításának elutasításához 1836-ban, de 1841-ben is. Ezzel lehetővé vált hogy az állam fokozatosan nullára csökkenthesse adósságát a Bankkal szemben, s jelentős gazdasági többletet halmozzon fel.
A Második Bank of America privát tulajdonosi köre meg akarta kaparintani, illetve tartani a dollárkibocsátás, a pénzkínálat és –forgalom, s ezáltal az amerikai gazdaság irányításának jogát, tetézve azzal hogy a kormány a banknak kamatot fizet minden kibocsátott dollárért (ez az elv működött, amikor Észak-Amerika még angol gyarmat volt s a Bank of England a haszonélvező - s kiváltó oka volt a függetlenségi háborúnak). Jackson ezzel szemben a kamatmentes dollárért küzdött, a Kongresszus által szabályozott pénzkibocsátásért, a gazdaság valódi szükségleteivel és fejlődési ütemével összhangban. (Miáltal az ország polgárai választott képviselőik útján gyakorolják a monetáris politikát). Ez az elv volt az egyik fő témája már kormányzói jelöltsége idején s szilárdan képviselte egész politikai pályafutása alatt. Meggyőződése volt, hogy az 1835-ben ellene elkövetett merényletkísérlet mögött is a bank állt.
1845-ben természetes halállal hunyt el. Sírhelye Tennessee államban, Nashville-ben, a Hermitage ültetvényen található. Sírkövén olvasható élete mottója: “I killed the bank“ (megöltem a bankot).
Jacksont máig úgy emlegetik, mint az egyetlen elnököt, aki képes volt megszabadítani az Egyesült Államokat az államadósságtól, és aki teljesítette valamennyi választási ígéretét.

## Elődök és utódok
| Elődje: John Quincy Adams | Az Amerikai Egyesült Államok elnöke 1829. március 4. – 1837. március 4. | Utódja: Martin Van Buren |